# 蒙大拿州第一國會選區
蒙大拿州第一國會選區（英語：Montana's 1st congressional district）是蒙大拿州的兩個國會選區之一，1993年曾一度撤銷，直到30年後才又復設。現任眾議員為共和黨籍的瑞安·津凱。

## 沿革
從1913年到1993年，蒙大拿州有兩個國會選區。從1913年到1919年，這些席位都以普通票的形式在全州範圍內選出。但是，在1919年之後，該州被劃分為地理區域，第一區覆蓋該州的西部，包括米蘇拉（Missoula），大瀑布（Great Falls），比尤特（Butte）和州首府海倫娜（Helena）。
1993年以後，蒙大拿州原本兩席次縮減為一席次，成立蒙大拿州單一國會選區。
在發布2020年美國人口普查結果後，蒙大拿州計劃恢復其兩個國會選區，第一區於2023年再次獲得代表。範圍與1993年前相近，惟不包括海倫娜而包括博茲曼市。